# Balčios upė
Balčios upė este o arie protejată (sit de importanță comunitară — SCI) din Lituania întinsă pe o suprafață de 451,2 ha, integral pe uscat.

## Localizare
Centrul sitului Balčios upė este situat la coordonatele 55°27′00″N 22°46′59″E / 55.45°N 22.7831°E.

## Înființare
Situl Balčios upė a fost declarat sit de importanță comunitară în martie 2009 pentru a proteja 2 specii de animale.

## Biodiversitate
Situată în ecoregiunea boreală, aria protejată conține 5 habitate naturale: Pajiști cu Molinia pe soluri calcaroase, turboase sau argilos-nămoloase (Molinion caeruleae), Pajiști aluvionare boreale nordice, Fânețe de joasă altitudine (Alopecurus pratensis, Sanguisorba officinalis), Păduri caducifoliate bătrâne naturale hemiboreale fino-scandinave (Quercus, Tilia, Acer, Fraxinus sau Ulmus) bogate în specii epifite, Păduri pe pante, grohotișuri și ravene de Tilio-Acerion.
La baza desemnării sitului se află mai multe specii protejate:
- mamifere (1): vidră de râu (Lutra lutra)
- nevertebrate (1): Phengaris teleius